# Giuseppe Salvo
Giuseppe Salvo, più noto come Pippo 'u carruzzeri (Catania, 18 marzo 1949), è un mafioso italiano, boss della mafia catanese. È considerato uno dei mafiosi catanesi più importanti di sempre. Inoltre è stato il cofondatore di più clan etnei, quali clan Savasta, clan Cappello e Salvo.

## Biografia
Giuseppe Salvo è nato a Catania nel quartiere povero di San Cristoforo, in via Pietro Platania.
Poco più che ventenne iniziò a lavorare come carrozziere in un'auto-carrozzeria di sua proprietà situata nei pressi di via Villascabrosa. Dopo poco tempo Salvo insieme ad Antonino Puglisi noto come "Nino 'a Savasta" o "u figghiu da Savasta", decisero di dare vita ad un clan mafioso: il clan Savasta. 
Salvo, riuscì in poco tempo a farsi strada tra la malavita catanese, conquistando il rispetto di molta gente influente nell'ambito malavitoso. Antonino Puglisi non vide di buon occhio l'ascesa del giovane boss, ed in seguito a contrasti dettati da invidie e discussioni sulla guida del clan, Puglisi decise di eliminarlo nel 1982 organizzando un agguato insieme ai suoi uomini assaltando Salvo nell'autocarrozzeria. 
Il giovane boss venne ferito, ma riuscì a fuggire.
A distanza di qualche mese dal primo agguato, Salvo venne ferito gravemente a colpi di lupara nei pressi di via della Concordia, precisamente in piazza Barcellona; a causa di questo secondo assalto i medici furono costretti a rimuovere un polmone. Da allora Salvo decise di mettersi in proprio creando un nuovo clan più forte e potente legato a doppio filo con il boss Salvatore Pillera (detto Turi cachiti) cugino del Salvo e legatosi con il giovane promettente Salvatore Cappello.
Giuseppe Salvo negli anni riuscì così a diventare un boss temuto e rispettato. Il 18 dicembre 1990 Salvo venne arrestato insieme l'assessore al traffico Mariano Genovese, esponente del PSI: dietro di loro il sospetto che stessero mettendo le mani sui servizi di rimozione auto creando una società, la "Catania Soccorso", un business da almeno un miliardo e mezzo di lire l'anno. 
Tale episodio rimase nella storia essendo il primo reato documentato di "Mafia e Politica" in Italia e probabilmente in tutto il mondo. 
Salvo venne anche accusato di appartenere a Cosa Nostra: secondo le indagini svolte dalle forze dell'ordine e ricostruzioni della stampa, avrebbe vantato da sempre buoni rapporti con il referente di Cosa Nostra catanese, Nitto Santapaola.
Salvo venne preso di mira dal giudice Felice Lima, il cui intento era quello di mandare in carcere tutti i capi clan catanesi come Giuseppe Salvo. Felice Lima si mise alle calcagne di Salvo in modo da poter indebolire la figura di Turi Cappello (all'epoca latitante) e poterlo acciuffare.
Nel 1992 dopo l'arresto di Salvatore Cappello ci fu una scissione definitiva tra Pillera e Cappello; ciò stava portando Giuseppe Salvo insieme a Salvatore Cappello a creare una nuova cosca. Turi Pillera non condivideva la scelta di questi ultimi così fece modo di affermare il grado di parentela con Pippo Salvo, dicendo: Io sono tuo cugino la tua famiglia... E tu vai contro di me. Salvo rispose: Non sono nè con te, e nè contro te (episodio raccontato dal collaboratore di giustizia Gaetano D'Aquino nel processo Ciancio). Si gettarono le basi per la nascita del nuovo clan, che però doveva portare il nome del boss Jimmy Miano, capo clan dei "cursoti milanesi", amico fidato del Cappello oggi defunto (soluzione scelta dal Cappello per evitare ulteriore pressione da parte delle forze dell'ordine). Tale idea non fu accettata da alcuni membri del clan, essi volevano per lealtà che il nuovo clan dovesse portare il nome di Giuseppe Salvo, oppure di Turi Cappello con a capo dell'intera cosca lo stesso Giuseppe Salvo e Salvatore Cappello, ma Salvo stesso decise che il nome del clan doveva essere quello di Cappello, e così nacque il clan Cappello.
Detenuto dal 1990 ininterrottamente sta scontando l'ergastolo nel carcere di Parma; in seguito alla detenzione ultra ventennale e le gravi condizioni di salute lascia in mano le redini del clan ai figli. Di fatti il Salvo risulta di non essere più coinvolto in nessuna inchiesta anti-mafia dall'inizio degli anni 2000. Il figlio maggiore Giovanni Piero Salvo, accusato della strage di Catenanuova insieme al pentito Filippo Passalacqua (che ha deciso di collaborare con la giustizia da marzo 2015). Il figlio minore Massimiliano Salvatore Salvo detto Massimo 'u carruzzeri è stato etichettato negli ultimi anni come uno dei boss, se non il boss più importante ed influente della Sicilia Orientale. Di lui parlano molte inchieste tra i quali l'operazione Penelope, game-offline e l'operazione gorgoni; quest'ultimo risulta essere detenuto al 41 bis nel carcere di Novara.